# بارتوش بیلنیا
بارتوش بیلنیا (لهستانی: Bartosz Bielenia؛ زادهٔ ۱۵ مهٔ ۱۹۹۲) بازیگر اهل لهستان است.
از فیلم‌ها یا برنامه‌های تلویزیونی که وی در آن نقش داشته‌است، می‌توان به ناقوس جنگ، ۲۵ سال بی‌گناهی، بدن مسیح و کشیشان اشاره کرد.